# Volker Wissemann
Volker Wissemann (geb. 1966 in Wuppertal-Elberfeld) ist ein deutscher Botaniker, Wissenschaftshistoriker, Hochschullehrer und Direktor des Botanischen Gartens in Gießen.

## Leben und Werk
Von 1985 bis 1987 absolvierte Volker Wissemann eine Ausbildung zum Zierpflanzengärtner und leistete anschließend seinen Wehrersatzdienst beim Garten- und Forstamt Wuppertal. Von 1989 bis 1995 studierte er zunächst Biologie und Agrarwissenschaften und nach dem Biologie-Diplom von 1997 bis 2007 Wissenschaftsgeschichte an der Georg-August-Universität Göttingen. Im Jahr 1999 promovierte er ebenda mit einer Arbeit zu Wildrosen zum Dr. rer. nat. Ab 2001 war Wissemann zunächst Wissenschaftlicher Mitarbeiter (ab 2003 Wissenschaftlicher Assistent) am Institut für Spezielle Botanik mit Herbarium Haussknecht und Botanischem Garten der Friedrich-Schiller-Universität Jena. Im Jahre 2006 habilitierte er sich an der Universität Jena und wurde im folgenden Jahr auf die Professur für Spezielle Botanik an der Justus-Liebig-Universität Gießen berufen.
Seit 2005 ist Wissemann Verantwortlicher Herausgeber der Annals of the history and philosophy of biology.
Von 2008 bis 2017 war er Generalsekretär der Deutschen Botanischen Gesellschaft und ab 2009 Vizepräsident des Verbands der Botanischen Gärten Deutschlands. Seit 2014 steht Wissemann der Gießener Hochschulgesellschaft als Vorsitzender vor. Wissemann ist Mitglied zahlreicher in- und ausländischer Fachgesellschaften, so etwa der Deutschen Rosengesellschaft. Im Bereich der Wissenschaftsgeschichte steht Wissemann der Gesellschaft für Universitätssammlungen als erster Vorsitzender vor. Seit 2013 ist er korrespondierendes Mitglied der Niedersächsischen Akademie der Wissenschaften zu Göttingen.

## Schriften (Auswahl)
- Johannes Reinke. Leben und Werk eines lutherischen Botanikers, Vandenhoeck & Ruprecht: Göttingen 2012.
- mit Dieter Mollenhauer, Burkhard Büdel, Ekkehard Höxtermann: Gregor Kraus (1841–1915). Versatile botanist from Lower Franconia, in: Ann. Hist. Phil. Biol. 12 (2007), S. 155–172.
- Hybridisierung bei Pflanzen. Der Weg zu Charles Darwin aus dem Kontext der Botanik des 18. Jahrhunderts. In: Jürg Stöcklin, Ekkehard Höxtermann (Hg.): Darwin und die Botanik. Basilisken-Presse, Rangsdorf 2009, S. 158–180.
- mit S. Hübner: Morphometrische Analysen zur Variabilität von Prunus spinosa L. - Populationen (Prunoideae, Rosaceae) im Mittleren Saaletal, Thüringen, in: Forum Geobotanicum 1 (2004), S. 19–51
- Molekulargenetische und morphologisch-anatomische Untersuchungen zur Evolution und Genomzusammensetzung von Wildrosen der Sektion Caninae (DC.) Ser (= Botanische Jahrbücher für Systematik 122), Göttingen, zugl. Dissertation 1999.